# 雅虎空间
雅虎空间（域名：I.cn.yahoo.com，2007年2月5日—）为雅虎中国于2007年2月5日正式开始内测，类似Yahoo 360°的个人信息提供网站。用户可以在雅虎空间中使用：雅虎博客、雅虎相册等功能。由于雅虎空间不同于雅虎全球，因此所有雅虎空间的内容仅限于中国大陆的雅虎ID。目前雅虎空间拥有超过115个主题，并且无限制的相册空间。由于近月网易相册的多次错误，因此许多网易相册用户将相片转移自雅虎空间的雅虎相册中。
雅虎空间已于2009年10月30日关闭。

## 相关
- Yahoo!奇摩部落格
- Yahoo! BLOG
- 雅虎相册
- 雅虎中国
- 雅虎